# Linea Group Holding
Linea Group Holding (LGH) è stata una società multiservizi italiana che operava negli ambiti dell'ambiente, della fornitura e produzione di energia e del teleriscaldamento. La sede era a Cremona e la società serviva circa un milione di abitanti nel sud della Lombardia nei territori di Cremona,  Pavia, Lodi, Rovato e Crema.
Nel giugno del 2021 LGH è stata fusa per incorporazione con A2A che già ne deteneva il 51% del capitale dal 2016. Le attività di LGH sono terminate alla fine del 2021.

## Storia
Linea Group Holding nacque ufficialmente nel luglio 2006. Gli azionisti erano le cinque municipalizzate Cogeme di Rovato, AEM di Cremona, ASTEM di Lodi, ASM di Pavia e SCS di Crema. Dall'agosto del 2016 A2A entrò nel del capitale sociale col 51%.